# Kemal Satır
Kemal Satır (* 21. April 1911 in Adana; † 23. Mai 1991 in Istanbul) war ein türkischer Politiker. Er war Abgeordneter in der Großen Nationalversammlung in der Türkei, 1949/50 Verkehrsminister und zwischen 1963 und 1965 und 1973/74 stellvertretender Ministerpräsident.

## Leben
Satır besuchte das Adana Lisesi und studierte dann bis 1936 Humanmedizin an der Istanbul Üniversitesi. Ab 1937 arbeitete er als Radiologe. Er wurde früh Mitglied der Cumhuriyet Halk Partisi (CHP). Zwischen 1943 und 1950 war Satır Abgeordneter für die Provinz Adana in der türkischen Nationalversammlung und 1949/50 Verkehrsminister im Kabinett von Şemsettin Günaltay.
Nachdem die CHP bei der Parlamentswahl 1950 Stimmen verloren hatte, verlor Satır seinen Sitz im Parlament und arbeitete wieder als Mediziner. Bei der Wahl 1957 wurde Satır Abgeordneter für die Provinz Elazığ und wurde 1969 Abgeordneter für Adana. Zwischen 1963 und 1965 war er stellvertretender Ministerpräsident unter İsmet İnönü.
Kemal Satır engagierte sich auch in der Partei. Von 1962 bis 1966 war er Generalsekretär der CHP. Als moderater Politiker versuchter zwischen Bülent Ecevit und Turhan Feyzioğlu zu vermitteln, die sich um den Kurs der Partei stritten. Nachdem Turhan Feyzioğlu die Partei verlassen hatte und eine eigene Partei gründete, wurde Satır einer der größten Widersacher von Ecevits linkem Kurs. Als Bülent Ecevit Vorsitzender der CHP wurde, verließ auch Kemal Satır mit einigen Abgeordneten die Partei.
Gemeinsam gründete man am 4. September 1972 die Cumhuriyetçi Parti (CP) und Satır wurde Vorsitzender. Die Partei existierte nur kurz: Am 28. Februar 1973 fusionierte sie mit der Cumhuriyetçi Güven Partisi von Turhan Feyzioğlu. Feyzioğlu blieb als Vorsitzender im Amt, Satır wurde sein Stellvertreter. Unter Naim Talu war er erneut stellvertretender Ministerpräsident.
Bei der Parlamentswahl 1973 erlitt die Partei herbe Verluste und Kemal Satır zog sich aus der Politik zurück und arbeitete im Vorstand zweier Banken.